# Nya testamentet

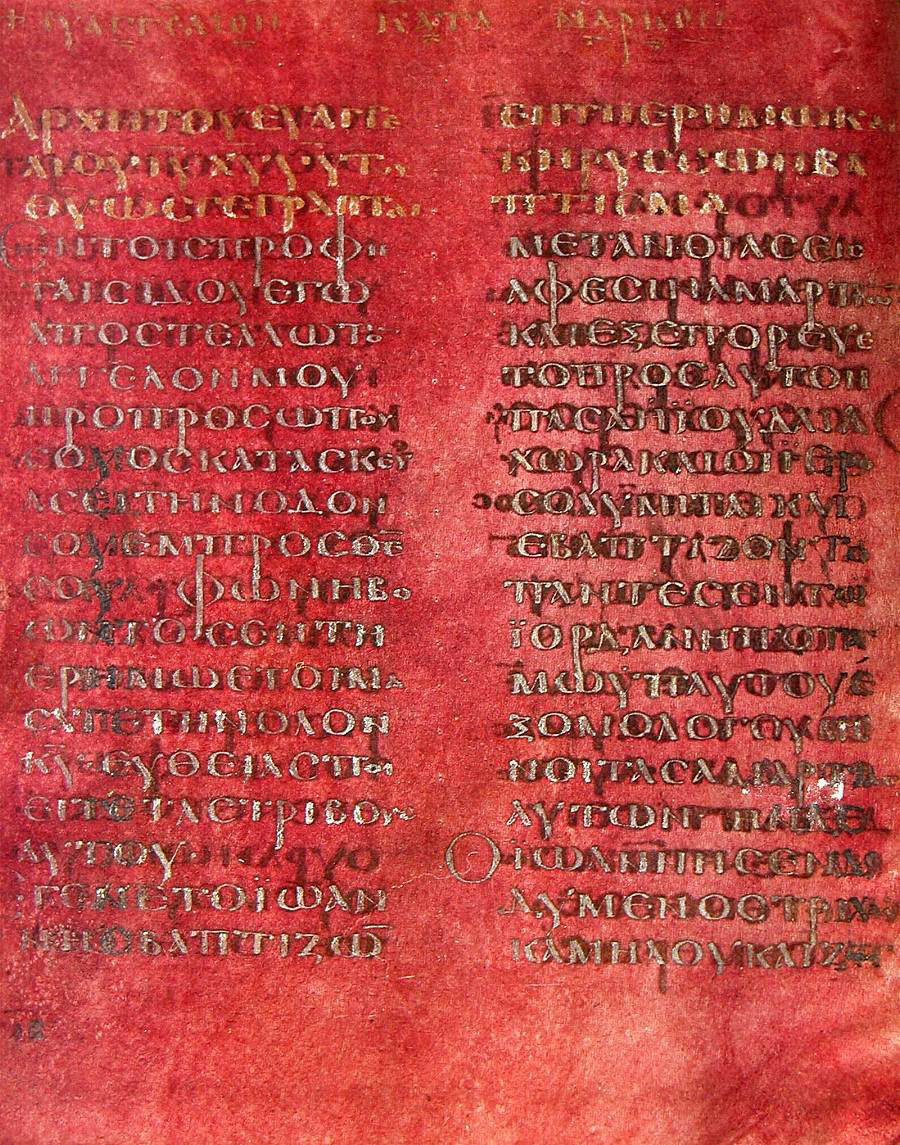
Inledningen till Markusevangeliet, Codex Rossanensis (cirka 500-talet).

Nya testamentet, även Nya Testamentet och förkortat NT, är en samling skrifter som utgör andra delen av den kristna Bibeln. Nya testamentet handlar om Jesu liv och de kristna den närmaste tiden därefter och innehåller fyra evangelier, Apostlagärningarna, tjugoen brev (även kallade epistlar), och Uppenbarelseboken.

## Innehåll
Nya testamentets fyra första böcker, evangelierna, handlar om vad Jesus sade och gjorde, hans liv, död och uppståndelse. Efterföljande bok, Apostlagärningarna, berättar vad som hände med hans lärjungar och med de första kristna. Vidare följer ett antal brev som i vissa fall är skrivna av apostlarna till de första kristna församlingarna och som ger råd om hur de kristna skall leva. De förklarar vad det är att tro på Jesus. Av dessa brev uppges tretton vara skrivna av Paulus. Johannes uppenbarelse, Uppenbarelseboken, är den sista boken i Bibeln, och den berättar i form av syner hur världen skall gå under. Då skall Jesus komma tillbaka och människorna skall stå till svars för sina liv. Det berättas om en ny himmel och en ny jord.

## Det nya förbundets skrifter
För kristna utgör Nya testamentet tillsammans med Gamla testamentet Guds uppenbarade ord. Det innehåller apostlarnas och den kristna urförsamlingens vittnesbörd om Jesus Kristus, hans liv och verk och skildrar den kristna kyrkans första tid.
Uttrycket ”Nya testamentet” avser inte bara en del av Bibeln utan framför allt en tidsålder i frälsningshistorien; det är Guds nya förbund med människorna, som gäller tiden från Kristi uppståndelse till hans återkomst. Detta nya förbund avlöser det gamla förbundet eller ”testamentet”. Nya testamentet har sedan äldsta tid setts av de kristna som en fullbordan av Gamla testamentet och en nyckel till detta.

## Tillkomst
Nya testamentet är skrivet av olika författare med olika syften mellan cirka år 50 och ett stycke in på 100-talet e.Kr. Tre av evangelierna tillskrivs apostlarna Johannes, Markus och Matteus, medan Lukasevangeliet och Apostlagärningarna tillskrivs Lukas. Epistelbreven, som ofta består av brev (epistlar), tillskrivs bland annat aposteln Paulus, aposteln Johannes och aposteln Petrus.
Namnet testamente uppkom av att den latinska översättningen, Vulgata, återgav det grekiska ordet för förbund med ”testamentum”. Därav kommer "testamente", som bäst kan förstås som förbund. Bibeln handlar om hur Gud ingår förbund med sitt folk.
Nya testamentet består av 27 från början fristående skrifter, avfattade på koiné, den tidens grekiska vardagsspråk.  Att avgöra vilken skrift som är äldst respektive yngst är svårt, då forskare har skilda uppfattningar i frågan. Men som regel antas att något av Paulus brev är äldst, då i allmänhet Första Thessalonikerbrevet som brukar dateras till cirka år 50. Andra Petrusbrevet betraktas som en pseudepigrafi och skulle kunna vara den yngsta skriften, och ofta dateras den till början eller fram emot mitten av 100-talet. Textsamlingen förelåg i stort sett färdig omkring år 200 och fastställdes som kanon under 300-talet på flera synoder med hänsyn till olika urvalskriterier.
Hos kyrkohistorikern Eusebios återfinns ett citat av kyrkofadern Papias där följande återges: ”Matteus sammanställde Jesu ord och gärningar på hebreiska. Var och en tolkade dem efter sin förmåga”, och ett avsnitt om missionsverksamheten i Indien: ”Bartolomaios, en av de tolv, skall ha predikat för dem och lämnat dem Matteus evangelium på hebreiska”. För de grupper som ifrågasätter att Matteus evangelium skrevs på grekiska är detta ett av argumenten (se vidare Arameiskt företräde). Många forskare menar att ordet hebreiska här skall förstås som arameiska.

## Nya testamentets böcker i kronologisk ordning
Nya testamentets böcker skrevs inte i den ordning de förekommer i Bibeln. Böckerna kan i de flesta fall inte dateras exakt, forskare har ofta olika meningar om deras ålder. Nedan följer Carson & Moos datering av Nya testamentets böcker. (Observera dock att här har Apg daterats före Luk, trots att Luk torde åsyftas med orden "min första bok" i inledningen till Apg.)
1. Jakobs brev (cirka 46-48 e.Kr.)[10]
2. Galaterbrevet (48 e.Kr.)[10]
3. Markusevangeliet (cirka 65 e.Kr.)[10]
4. 1 Thessalonikerbrevet (50 e.Kr.)[10]
5. 2 Thessalonikerbrevet (sent 50 eller tidigt 51 e.Kr.)[10]
6. 1 Korinthierbrevet (sannolikt tidigt 55 e.Kr.)[10]
7. 2 Korinthierbrevet (cirka ett år efter 1 Korinthierbrevet)[10]
8. Romarbrevet (57 e.Kr.)[10]
9. Filipperbrevet (någon gång mellan mitten av 50-talet och början av 60-talet e.Kr. beroende på var det är skrivet)[10]
10. Efesierbrevet (tidigt 60-tal e.Kr.)[10]
11. Kolosserbrevet (tidigt 60-tal e.Kr.)[10]
12. Brevet till Filemon (tidigt 60-tal e.Kr.)[10]
13. 1 Petrusbrevet (sannolikt 62-63 e.Kr.)[10]
14. 1 Timoteusbrevet (tidigt eller mitten av 60-talet e.Kr.)[10]
15. Titusbrevet (sannolikt inte senare än mitten av 60-talet e.Kr.)[10]
16. Apostlagärningarna (mitten av 60-talet e.Kr.)[10]
17. 2 Petrusbrevet (kort efter 65 e.Kr.)[10]
18. Lukasevangeliet (mitten eller slutet av 60-talet e.Kr.)[10]
19. Judas brev (mitten eller slutet av 60-talet e.Kr.)[10]
20. Hebreerbrevet (innan 70 e.Kr.)[10]
21. Matteusevangeliet (innan 70 e.Kr.)[10]
22. 2 Timoteusbrevet (cirka 67 e.Kr.)[10]
23. Johannesevangeliet (cirka 80-85 e.Kr.)[10]
24. 1 Johannesbrevet (tidigt 90-tal e.Kr.)[10]
25. 2 Johannesbrevet (tidigt 90-tal e.Kr.)[10]
26. 3 Johannesbrevet (tidigt 90-tal e.Kr.)[10]
27. Uppenbarelseboken (95-96 e.Kr. mot slutet av Domitianus' regeringstid)[10]